# جوزيف بيترز
جوزيف بيترز هو مصصم جرافك ورسام ونقاش بلجيكي، ولد في 24 يوليو 1895 في أنتويرب في بلجيكا، وتوفي في 10 سبتمبر 1960 في بلجيكا.